# Corpo de Voluntários Realistas
O Corpo de Voluntários Realistas foi uma organização miliciana portuguesa criada por D. Miguel I para defender o regime do mesmo. O Corpo foi criado por Decreto de 26 de Maio de 1828 na sequência da revolta liberal ocorrida no Porto, sendo nomeado seu comandante, D. Nuno Caetano Álvares Pereira de Melo, 6º duque do Cadaval.
No exército miguelista, o Corpo de Voluntários Realistas era um escalão de elite das Milícias do Reino, ao contrário daquelas, constituído apenas por voluntários especialmente seleccionados de entre os apoiantes da causa tradicionalista. Inicialmente previu-se que o Corpo apenas seria constituído por duas brigadas estacionadas em Lisboa, cada uma com dois batalhões. Posteriormente, perante uma alargada oferta de voluntários, foram criados batalhões por todo o país.
O Corpo de Voluntários Realistas tomou parte activa nas Guerras Liberais sobretudo quando os confrontos se generalizaram a todo o país. Mesmo depois de terminada a guerra civil, alguns membros do Corpo continuaram a lutar sob a forma de guerrilha contra o regime liberal.

## Organização
O Corpo de Voluntários Realistas era chefiado por um oficial general com o título de "coronel-general" e incluía batalhões de seis companhias, bem como algumas companhias independentes. As companhias integradas ou independentes podiam ser de caçadores, cavalaria ou artilharia. Os quatro batalhões de Lisboa, estavam agrupados em duas brigadas, cada uma das quais incluia ainda uma companhia de cavalaria. Foram criadas as seguintes unidades:
- Reino do Algarve
  - Batalhão de Voluntários Realistas de Tavira
- Província do Alentejo
  - Batalhão de Voluntários Realistas de Beja
  - Batalhão de Voluntários Realistas de Elvas
  - Batalhão de Voluntários Realistas de Évora
  - Batalhão de Voluntários Realistas de Moura
  - Batalhão de Voluntários Realistas de Monsaraz
  - Batalhão de Voluntários Realistas de Portalegre
  - Batalhão de Voluntários Realistas de Serpa
  - Batalhão de Voluntários Realistas de Vila Viçosa
  - Companhia de Cavalaria de Voluntários Realistas de Monforte
- Província da Estremadura
  - 1ª Brigada de Voluntários Realistas
    - 1.º Batalhão de Voluntários Realistas de Lisboa
    - 2.º Batalhão de Voluntários Realistas de Lisboa
    - 1ª Companhia de Cavalaria de Voluntários Realistas de Lisboa

  - 2ª Brigada de Voluntários Realistas
    - 3.º Batalhão de Voluntários Realistas de Lisboa
    - 4.º Batalhão de Voluntários Realistas de Lisboa
    - 2ª Companhia de Cavalaria de Voluntários Realistas de Lisboa

  - Batalhão de Voluntários Realistas de Santarém
  - Batalhão de Voluntários Realistas de Sintra
  - Batalhão de Voluntários Realistas de Tomar
  - Batalhão de Voluntários Realistas de Torres Vedras
  - Companhia de Caçadores Voluntários Realistas de Alenquer
  - Companhia de Caçadores Voluntários Realistas de Leiria
  - Companhia de Cavalaria de Voluntários Realistas de Samora Correia
  - Companhia de Lanceiros Voluntários Realistas de Salvaterra de Magos
- Província da Beira Baixa
  - Batalhão de Voluntários Realistas de Castelo Branco
  - Batalhão da Voluntários Realistas da Covilhã e Fundão
  - Batalhão de Voluntários Realistas de Penamacor
- Província da Beira Alta
  - Batalhão de Voluntários Realistas de Arganil
  - Batalhão de Voluntários Realistas de Castro Daire
  - Batalhão da Voluntários Realistas de Guarda
  - Batalhão de Voluntários Realistas de Lamego
  - Batalhão de Voluntários Realistas de Mangualde
  - Batalhão de Voluntários Realistas de Trancoso
  - Companhia de Caçadores Voluntários Realistas de Vale de Besteiros
- Partido do Porto
  - Batalhão de Voluntários Realistas de Aveiro
  - Batalhão de Voluntários Realistas de Oliveira de Azeméis
  - Batalhão de Voluntários Realistas de Penafiel
- Província de Entre-Douro-e-Minho
  - Batalhão de Voluntários Realistas de Barcelos
  - Batalhão de Voluntários Realistas de Braga
  - Batalhão de Voluntários Realistas de Guimarães
  - Batalhão de Voluntários Realistas de Viana
- Província de Trás-os-Montes
  - Batalhão de Voluntários Realistas de Chaves
  - Batalhão de Voluntários Realistas de Mirandela
  - Batalhão de Voluntários Realistas de Montalegre
  - Batalhão de Voluntários Realistas de Vila Flor
  - Batalhão de Voluntários Realistas de Vila Real